# Cyprinodon veronicae
Cyprinodon veronicae é uma espécie de peixe da família Cyprinodontidae.
É endémica do México.